# سلاو (باركشير)
سلاو بلدة في مقاطعة باركشير الإنجليزية والتي تقع غرب لندن الكبرى مباشرة.

## المواصلات
ترتبط جيدا بشبكات الطرق (عبر الطريق السريع 4) والسكك الحديدية (عبر الخط الغربي).

## الاقتصاد
بها العديد من مقرات ومصانع ومكاتب لمختلف الشركات مثل تيليفونيكا وغلاكسو سميث كلاين ومارز ومكافي وبلاكبيري ونينتندو وأمازون وفيراري ومرسيدس وفيات ومازيراتي.

## توأمة
لسلاو (باركشير) اتفاقيات توأمة مع كل من:
- ريغا
- مونتروي

## أعلام
- ديفيد روكاستلي
- فيونا ماي
- ويليام هيرشل
- براين مكديرموت
- توم آدامز
- برايان كونولي
- دون بينيت
- تريسي أولمان
- رود إيفانز
- سام هوتشينسون